# St. Antonius von Padua und Wendelin (Faistenoy)

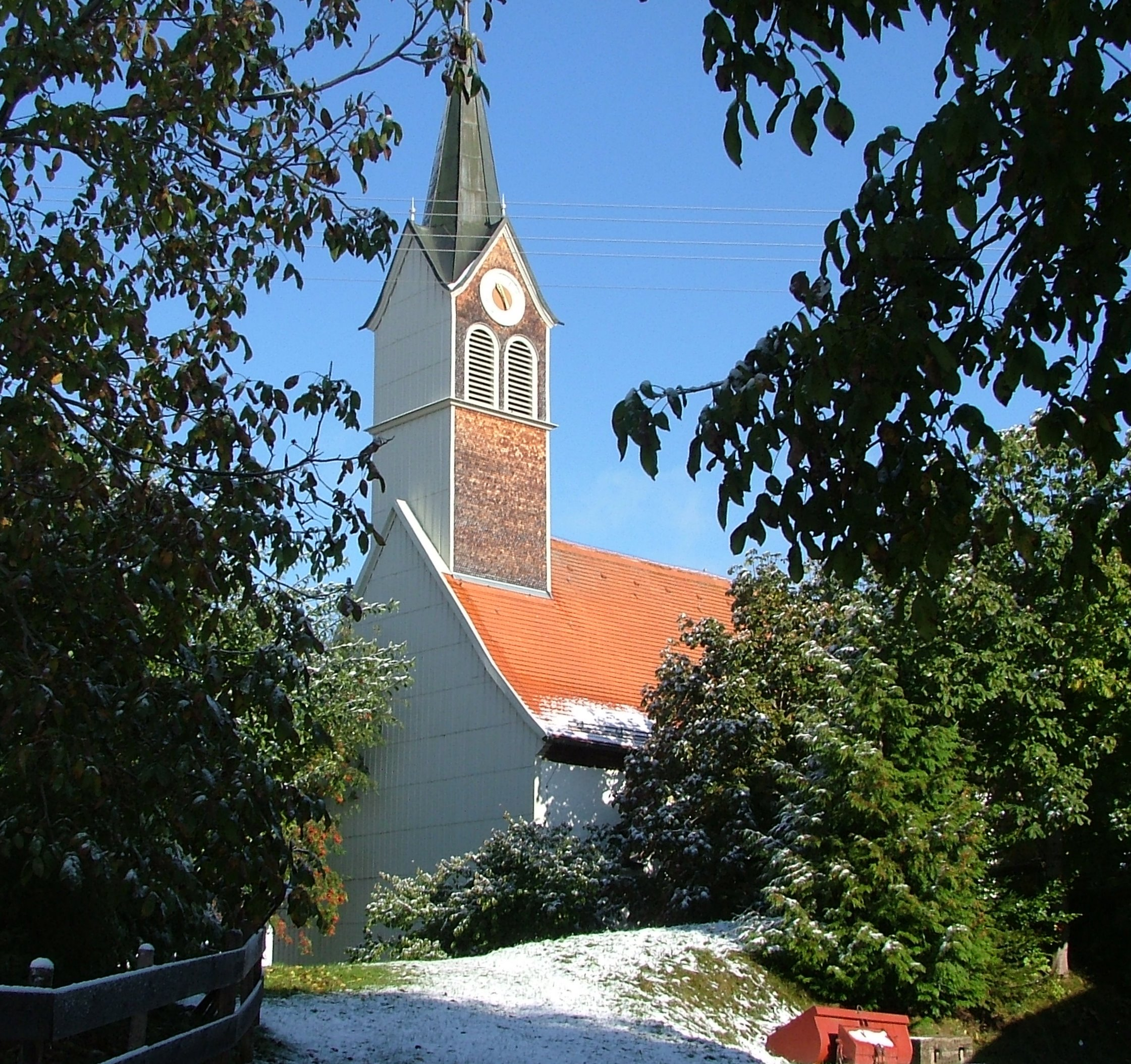
St. Antonius von Padua und Wendelin in Faistenoy

Die römisch-katholische Filialkirche St. Antonius von Padua und Wendelin steht in Faistenoy, einem Gemeindeteil von Oy-Mittelberg im schwäbischen Landkreis Oberallgäu in Bayern. Das denkmalgeschützte Bauwerk ist in der Liste der Baudenkmäler in Oy-Mittelberg unter der Nr. D-7-80-128-10 eingetragen. Kirchenpatrone sind Wendelin und Antonius von Padua.

## Beschreibung
Die Saalkirche wurde 1754 erbaut. Sie besteht aus einem Langhaus und einem eingezogenen, dreiseitig geschlossenen Chor im Osten, an dessen Stirnseite die Sakristei angebaut ist. Dem Satteldach des Langhauses wurde 1858 im Westen ein quadratischer Dachreiter aufgesetzt, der den Glockenstuhl und die Turmuhr beherbergt, und der mit einem spitzen Helm bedeckt wurde. 
Zur Kirchenausstattung gehört ein von Georg Bayrhoff 1659 gebauter Hochaltar, der zuvor in Haslach stand. Das Altarretabel wurde von Franz Anton Weiß bemalt. Auch der Kreuzweg von 1750/60 wird ihm zugeschrieben.